# 約翰·麥卡弗里
約翰·麥卡弗里（John McCaffary， 1820年—1851年8月21日）是一位愛爾蘭裔美國人，因謀殺他的妻子布里奇特·麥卡弗里被判处并执行死刑。由于执行失误，他在20多分鐘方死于窒息。不久后威斯康辛州廢除死刑。

## 布里奇特·麥卡弗里謀殺案
1850年7月23日，  布里奇特·麥卡弗里（姓 麥基恩） 在威斯康辛州基諾沙縣新成立的小镇基諾沙的某住宅後院蓄水池中溺水身亡。來自愛爾蘭的移民農夫 約翰·麥卡弗里 被捕並被控謀殺其妻子。他的審判於1851年5月6日開始，1851年5月23日，陪審團裁定他犯有蓄意謀殺罪。法官判處他絞刑 ，死刑令由納爾遜杜威州長簽署。 
約翰·麥卡弗里的住宅於1978年被列入國家史蹟名錄。

### 出現過失的行刑過程和威斯康星州的死刑廢除

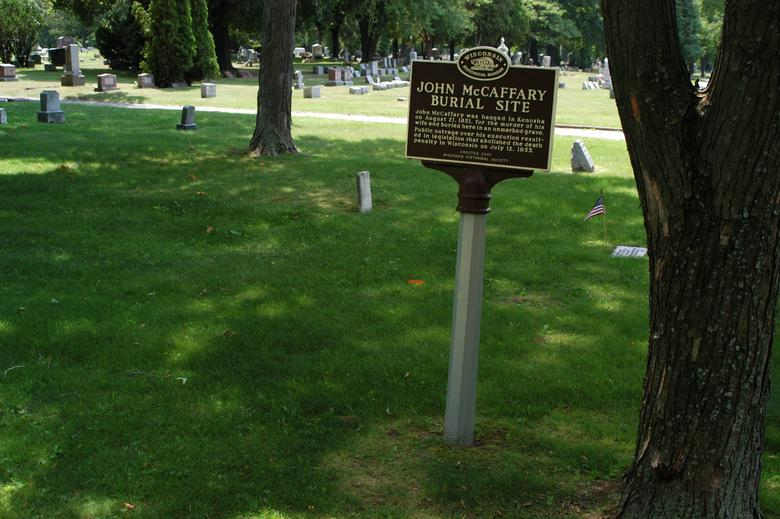
基諾沙綠嶺公墓的埋葬標記

約翰·麥卡弗里 是唯一一位被威斯康辛州處決的人。他因謀殺妻子而被處以絞刑。1851年8 月21日，麥卡弗里在基諾沙法院和監獄前當著2,000~3,000人的面前被處死。  絞刑一開始並不順利，麥卡弗里還活著，在繩子的末端挣扎了約20分鐘，然後慢慢窒息而死。麥卡弗里被安葬在基諾沙的綠嶺公墓。他是自威斯康辛州在1848年成為美國其中一州後被處決的第一人。
麥卡弗里在數千人面前緩慢死亡的景象導致威斯康辛州的改革派敦促廢除死刑。1853年7月12日，威斯康辛州州长倫納德·J·法威爾簽署了一項廢除威斯康辛州死刑的法律，並以無期徒刑取代。法案仍然有效，自麥卡弗里死後，威斯康辛州再也沒人被處以死刑。

## 來源
- - Cropley, Carrie. "The case of John McCaffary". Wisconsin Magazine of History. vol. 35, no. 4 (1951–1952) pp. 281–288
  - Hintz, Martin. (2007). Got Murder?: Shocking True Stories of Wisconsin's Notorious Killers. Neenah, Wis.: Big Earth Publishing, ISBN 1-931599-96-3.
  - Pendleton, Alexander T. and Blaine R. Renfert. "A Brief History of Wisconsin's Death Penalty," Wisconsin Lawyer. August 1993